# ピアノ協奏曲第2番 (カバレフスキー)
ピアノ協奏曲第2番 ト短調 作品23は、ドミトリー・カバレフスキーが1935年に作曲したピアノ協奏曲。のちの1973年に改訂が行われている。

## 概要
初演は1936年5月12日にモスクワにおいて、グリゴリー・ギンズブルクの独奏で行われた。この作品はセルゲイ・プロコフィエフに大きな影響を受けているものの、カバレフスキー独自の率直で抒情的な様式で書かれている。カバレフスキーの最良の作品のひとつと考えられてきたもので、ピアノ協奏曲第1番と比べるといくぶん刺激的な響きを持ち、明瞭な調性感のなかで20世紀的な手法が効果的に用いられている。独奏はきわめてピアニスティックに書かれ、高度な技巧が要求される。
作曲から40年近く経って行われた1973年の改訂は、オーケストレーションの細かな変更とピアノの響きの軽量化が主であるが、第2楽章後半の展開と第3楽章クライマックスのオーケストレーションに比較的目立つ変更が行われている。

## 楽器編成
独奏ピアノ、フルート3、オーボエ2、コーラングレ、クラリネット2、ファゴット2、ホルン4、トランペット3、トロンボーン3、チューバ、打楽器（シロフォンを含む）、弦五部

## 演奏時間
約24分。

## 楽曲構成
- 第1楽章 Allegro moderato
ソナタ形式。動きのある第1主題と滑らかな第2主題はどちらもピアノ独奏に現れる。後半では変容した第2主題がクライマックスを築いた後、独奏が充実したカデンツァを奏する。
- 第2楽章 Andantino semplice
"semplice"という指示とは裏腹に暗い響きを持つ[3]楽章。冒頭でコーラングレと金管楽器群によって提示される主題が自由に変容していく。
- 第3楽章 Allegro molto
第1楽章の第1主題を変形した主題による、トッカータ風の活動的なロンド・ソナタ。軽快に提示された第2主題は、第1楽章と同様、再現部で大きな盛り上がりを見せる。